# Benedikt Zech
Benedikt Zech (Feldkirch, 3 novembre 1990) è un calciatore austriaco, difensore del Pogoń Stettino.

## Carriera
Dopo aver esordito tra i professionisti con l'Austria Lustenau, nel 2012 si trasferisce all'Altach.

## Statistiche

### Presenze e reti nei club
Statistiche aggiornate al 30 novembre 2017.
| Stagione                | Squadra                 | Campionato              | Campionato | Campionato | Coppe nazionali | Coppe nazionali | Coppe nazionali | Coppe continentali | Coppe continentali | Coppe continentali | Altre coppe | Altre coppe | Altre coppe | Totale | Totale | Totale |
| Stagione                | Squadra                 | Comp                    | Pres       | Reti       | Comp            | Pres            | Reti            | Comp               | Pres               | Reti               | Comp        | Pres        | Reti        | Pres   | Reti   |        |
| ----------------------- | ----------------------- | ----------------------- | ---------- | ---------- | --------------- | --------------- | --------------- | ------------------ | ------------------ | ------------------ | ----------- | ----------- | ----------- | ------ | ------ | ------ |
| 2009-2010               | Austria Lustenau        | EL                      | 14         | 2          | CA              | 2               | 0               | -                  | -                  | -                  | -           | -           | -           | 10     | 1      |        |
| 2010-2011               | Austria Lustenau        | EL                      | 14         | 0          | CA              | 3               | 0               | -                  | -                  | -                  | -           | -           | -           | 17     | 0      |        |
| 2011-2012               | Austria Lustenau        | EL                      | 29         | 1          | CA              | 3               | 1               | -                  | -                  | -                  | -           | -           | -           | 32     | 2      |        |
| Totale Austria Lustenau | Totale Austria Lustenau | Totale Austria Lustenau | 57         | 3          |                 | 8               | 1               |                    | -                  | -                  |             | -           | -           | 65     | 4      |        |
| 2012-2013               | Altach                  | EL                      | 25         | 0          | CA              | 2               | 0               | -                  | -                  | -                  | -           | -           | -           | 27     | 0      |        |
| 2013-2014               | Altach                  | EL                      | 34         | 1          | CA              | 2               | 0               | -                  | -                  | -                  | -           | -           | -           | 36     | 1      |        |
| 2014-2015               | Altach                  | BL                      | 14         | 1          | CA              | 1               | 0               | -                  | -                  | -                  | -           | -           | -           | 15     | 1      |        |
| 2015-2016               | Altach                  | BL                      | 29         | 0          | CA              | 2               | 1               | UEL                | 4                  | 0                  | -           | -           | -           | 35     | 1      |        |
| 2016-2017               | Altach                  | BL                      | 27         | 0          | CA              | 1               | 0               | -                  | -                  | -                  | -           | -           | -           | 28     | 0      |        |
| 2017-2018               | Altach                  | BL                      | 15         | 0          | CA              | 1               | 0               | UEL                | 8                  | 0                  | -           | -           | -           | 24     | 0      |        |
| Totale Altach           | Totale Altach           | Totale Altach           | 144        | 2          |                 | 9               | 1               |                    | 12                 | 0                  |             | -           | -           | 165    | 3      |        |
| Totale carriera         | Totale carriera         | Totale carriera         | 201        | 5          |                 | 17              | 2               |                    | 12                 | 0                  |             | -           | -           | 65     | 13     |        |

## Palmarès

### Club

#### Competizioni nazionali
- Erste Liga: 1

Altach: 2013-2014